# Серпокрилець пальмовий
Серпокрилець пальмовий (Cypsiurus parvus) — вид птахів родини Серпокрильцевих (Apodidae).

## Опис
Поширений у тропіках Східної півкулі. 
З підхоплених у повітрі пушинок робить крихітне гніздо у вигляді човника. За допомогою слини приклеює його до нижньої частини пальмового листя і відкладає у висяче гніздо яйця, які ніколи не падають, тому що птах їх теж приклеює. Самка насиджує яйця у висячому стані.
Пташенята, які щойно вилупилися, міцно чіпляються за свою повітряну колиску й висять так тижнями.